# Karel Černoch
Karel Černoch (12. října 1943 Praha – 27. prosince 2007 Praha) byl český zpěvák, kytarista, muzikálový herec, hudební skladatel, komik a moderátor.

## Život a kariéra
Začínal jako rokenrolový a bigbeatový zpěvák v 60. letech 20. století, prošel řadou tehdejších hudebních skupin, z nichž patrně vůbec nejvýznamnější byla skupina Juventus, na jejímž repertoáru se podílel také autorsky. Zpíval také s doprovodnou skupinou Pop Messengers (v ní hrál i saxofonista V. Kotrubenko). Postupně se etabloval jako zpěvák středního proudu s country-folkovým nádechem. Po vítězství s »Písni o mé zemi« na Bratislavské lyře 1969, jejíž text byl pojat jako protest proti okupaci Československa vojsky Varšavské smlouvy, byl umělecky šikanován, nakonec dostal zákaz činnosti. »Píseň o mé zemi« ovšem nebyl jediný Černochův „prohřešek“ proti tehdejšímu normalizačnímu procesu; byla mu vytýkána např. i píseň »18 minut« (vyšla na LP »Páteční«), jejíž text s vizí zkázy, přicházející z kosmu, byl interpretován jako paralela k invazi „spřátelených“ vojsk (21. srpna 1968), ač vznikla již v roce 1967.
Návrat na pódia a do médií se mu podařil po roce 1971, poté co vykonal od režimu požadovanou sebekritiku, veřejně se distancoval od »Písně o mé zemi« a jejího poselství, a vrátil cenu z Bratislavské lyry 1969, včetně údajně nepřiměřeně vysokého honoráře. Ten mu byl navenek vytýkán nejvíc, že se za něj nechal zneužít „protisocialistickými silami“. Vzhledem k relativně nízkému povědomí o ostatních Černochových angažovaných písních zde byla vyzdvihována do popředí výlučně kauza Bratislavské lyry 1969. Veřejnost přijala tento krok rozdílně: část publika Černochův comeback uvítala, jiní ho však považovali za zrádce a kolaboranta; v tom je utvrzovala i jeho opakovaná účast na kulturních vystoupeních a jiných akcích se značným akcentem propagace komunistického režimu.
Stal se opět především zpěvákem středního proudu, vystupoval v Divadélku Ateliér, ve Spálené ulici, na Novém Městě pražském, v pořadech Evy Olmerové. Hostoval též v některých představeních Divadla Semafor. Stylově následoval příklon k moderní country hudbě, účinkoval se skupinou Country Beat Jiřího Brabce, po boku tehdejší československé pěvecké hvězdy, Nadi Urbánkové. Vystupoval také ve scénkách s komikem a hercem Jiřím Wimmerem, pravidelně v pořadu Možná přijde i kouzelník.
Po převratu roku 1989 se etabloval jako úspěšný muzikálový herec a zpěvák, působil též jako moderátor, například v pražském Country radiu, či Eldorádiu i jinde.
V říjnu 2004 se jako pasažér, spolu se zpěvákem Patrikem Stoklasou, stal účastníkem těžké autonehody. Černoch ji se zraněními přežil, druhý jmenovaný však na následky zranění zemřel. Černoch sám podlehl rakovině tlustého střeva v prosinci roku 2007. Byl pohřben v rodinné hrobce na Olšanských hřbitovech.
Jeho potomky jsou politik Marek Černoch (* 1969) a zpěvačka Tereza Černochová (* 1983).

## Muzikály
- Evita – Augustin Magaldi
- Dracula – kněz
- 451 stupňů Fahrenheita
- Bídníci (Les Miserábles) – Jean Valjean
- Hrabě Monte Cristo – Abbé Faria

## Diskografie

### Gramofonové desky
- 1968 Páteční – Supraphon – LP
- 1968 Cesta poslední / Elektrické křeslo – Supraphon – SP
- 1968 Zlej sen – Karel Černoch / Marta Kubišová – SP
- 1968 Jsem pro – Karel Černoch / Přejdi Jordán Helena Vondráčková – Supraphon – SP – edice Zpěvák Supraphonu (Karel Černoch)
- 1969 Zvon / Príma koleda – SP
- 1969 Píseň o mé zemi / Nářek převozníka – SP
- 1969 Temno / Dáňskoverbuňk – SP
- 1970 Je to jasný – Supraphon – LP
- 1971 Píseň / Vším byl jsem rád – Supraphon – SP
- 1971 Jabloň ví, kdy mé kvést... – EP
- 1972 Ohnice / Čtvrté přání – Panton – SP
- 1973 Popelky – Panton – LP
- 1973 Sám v neděli / Já ti kdysi hrál – SP
- 1974 Každý rok je máj – Petr Novák / Krakonoš – Karel Černoch – SP
- 1974 Bobeš – Jitka Zelenková a Karel Černoch / Jen ať nikdo nevzlyká – Jitka Zelenková – SP
- 1975 Večerníček / Taková klidná noc – SP
- 1975 Moje malá, nevolej mi každý den / Plavčík v létě nespí – SP
- 1975 Letiště – Panton – LP
- 1976 Bílá dívka / Bezpečí – SP
- 1976 Otevři oči – Jitka Zelenková a Karel Černoch / Tmavá dáma – Jitka Zelenková – SP
- 1977 Dokud mám hlavu plnou nápadů – Petr Němec / Nečeká, až se vrátím – Karel Černoch – SP
- 1978 Oheň jsi, tak hřej – Karel Černoch / Deštivé ráno – Antonín Gondolán a Jaromír Mayer – SP
- 1980 Srdce z plíšku – Panton – LP
- 1980 Hádky / Pár slov, pár kroků, pár gest – SP, Marie Rottrová a Karel Černoch
- 1981 Ve tvých uličkách / Malá tanečnice – SP
- 1984 Všímej si – Věra Špinarová a Karel Černoch / Žena z Jupitera – Věra Špinarová – SP (na obálce Věra Špinarová[3])
- 1988 Láska prý / Perhaps Love – SP – Karel Černoch a Peter Dvorský
- 1989 Ve dvou se to lépe táhne
- 1990 ...když mi tenkrát Jim Reeves zpíval o vánocích... – Opus – LP, MC
- 1990 Tichá noc – Opus

### CD alba
- 1994 Sto kouzelnejch slok – Supraphon – CD (Písně 1965–1970)
- 1995 ... dej nám pámbu kýbl bublin – Tommü Records – CD (Karel Černoch a Golem)
- 2000 Zrcadlo – Venkow Records – CD
- 2001 Strom vánočních přání– Venkow / Universal – MC, CD
- 2003 46 nej – Venkow Records (46 nej – Písničky a písně) (2CD)
- 2005 Srdcové trumfy – Supraphon – CD
- 2005 Ona se brání – Universal Music – CD (edice Story)
- 2006 Pop galerie – Supraphon – CD
- 2006 Popelky – FR centrum – CD (reedice LP z roku 1973)
- 2006 Tichá noc – FR centrum – CD (reedice alba z roku 1990)
- 2007 Láska prý – Universal Music – CD
- 2009 Karel Černoch / Juventus, Kompletní nahrávky 1967–1969, Bonus: LP Páteční a něco navíc

### Kompilace
- 1977 K vánocům – 01. Buďme chvíli bílou zemí
- 1977 Gong 4 – Panton – 10. Nečeká, že se vrátím
- 1983 Jiří Štaidl 1943–1973 – Supraphon
- 2003 Splněná přání – Vánoční album hvězd – Supraphon – 04. Tvé přání
- 1997 Sjezd swingařů aneb Hallo Benny – (Swing Band Ferdinanda Havlíka)
- 1997 Country dálnice 2 – Venkow Records
- 2006 Zamilovaná – Universal Music – 08. To snad dá se nazvat láskou / 14. Nářek převozníka
- 2006 Tv Hity z filmů a seriálů – Universal Music –1 9. JDEME DO FINÁLE – Marie Rottrová, Petra Janů. Jiří Korn a Karel Černoch-cd-1 / 18. Evropo, Evropo – CD 2
- 2006 Pohodové české písničky 6 – Popron Music – 12.Večerníček
- 2006 Legendy Čs. Popu 60. léta – Universal Music – 05. Nářek převozníka
- 2007 Den, kdy se vrátí láska– Universal Music – 14. Jarmark ve Scourborough
- 2007 Hity z českých filmů a pohádek 1+2 – Popron Music – 20. V tom Iveta Bartošová & Karel Černoch
- 2007 Nechte zvony znít – Karel Svoboda – Monitor EMI – 15. Ó, Monte Cristo – Daniel Hůlka a Karel Černoch
- 2007 Nejlepší výběr všech dob – Universal Music – 08. Karel Černoch – Víc než přítel (Don‘t Cry Joni) – CD 2
- 2008 Okno mé lásky – Universal Music – 15. Popelky

- - Píseň Večerníček – Karel Černoch a dětský sbor a skupina Akvarel (Vyšlo na CD Písničky z večerníčků – Včelí medvídci, Mach a Šebestová, Méďové atd. – Supraphon, 2001)[4]
  - Černoch, K. Pop galerie (2006)[5]
  - Hitparáda filmových melodií (2008)[6]
- 2015 Setkání